# Anita Sings the Most
Anita Sings the Most — студийный альбом американской певицы Аниты О’Дэй, выпущенный в 1957 году на лейбле Verve Records. Помимо вокалистки О’Дэй, музыкантами были пианист Оскар Питерсон, гитарист Херб Эллис, басист Рэй Браун и Милт Холланд или Джон Пул на барабанах.

## Отзывы критиков
| Оценки критиков                            | Оценки критиков |
| Источник                                   | Оценка          |
| ------------------------------------------ | --------------- |
| AllMusic                                   | [ 2 ]           |
| Billboard                                  | [ 3 ]           |
| Encyclopedia of Popular Music              | [ 4 ]           |
| MusicHound Jazz: The Essential Album Guide | [ 5 ]           |
| The Rolling Stone Jazz Record Guide        | [ 6 ]           |
| The Rolling Stone Jazz & Blues Album Guide | [ 7 ]           |

Рецензент AllMusic Скотт Яноу написал: «Очень короткое время воспроизведения (всего 33 минуты) прискорбно для этого сета, но высокое качество определённо компенсирует недостаток количества. Жемчужина». Альбом также получил отметку Album Pick, которая присваивается наиболее репрезентативному во всём творчестве исполнителя. В журнале Cash Box заявили: «Этот сет, пятый альбом мисс О’Дэй для Verve, вполне может стать её лучшим на сегодняшний день. Аранжировки талантливой певицы, вдохновленные джазом, создают одно из самых ярких вокальных джазовых произведений за долгое время. Жизненные, проникновенные композиции Аниты О’Дэй воплощены в таких удачно подобранных композициях, как „Old Devil Moon“ и „Love Me or Leave Me“». В справочнике Jazz: The Rough Guide определили альбом как тот, который демонстрирует ритмическое изобретательность и точность О’Дэй.

## Список композиций
1. «’S Wonderful / They Can’t Take that Away from Me» (Джордж Гершвин, Айра Гершвин) — 2:57
2. «Tenderly» (Уолтер Гросс, Джек Лоуренс) — 3:20
3. «Old Devil Moon» (Йип Харбург, Бертон Лейн) — 2:53
4. «Love Me or Leave Me» (Уолтер Дональдсон, Гас Кан) — 2:33
5. «We’ll Be Together Again» (Карл Т. Фишер, Фрэнки Лейн) — 3:37
6. «Stella by Starlight» (Нед Вашингтон, Виктор Янг) — 2:05
7. «Taking a Chance on Love» (Вернон Дюк, Тед Феттер, Джон Латуш) — 2:23
8. «Them There Eyes» (Масео Пинкард, Дорис Таубер, Уильям Трейси) — 2:37
9. «I’ve Got the World on a String» (Гарольд Арлен, Тед Колер) — 3:58
10. «You Turned the Tables on Me» (Луи Альтер, Сидни Митчелл) — 3:41
11. «Bewitched, Bothered and Bewildered» (Лоренц Харт, Ричард Роджерс) — 3:55

## Участники записи
- Анита О’Дэй — вокал
- Херб Эллис — гитара
- Рэй Браун — контрабас
- Джон Пул, Милт Холланд — ударные
- Оскар Питерсон — фортепиано